# Мыкал, Степан Фёдорович
Степан Фёдорович Мыкал (1924—1973) — красноармеец Рабоче-крестьянской Красной Армии, участник Великой Отечественной войны, Герой Советского Союза (1944).

## Биография
Степан Мыкал родился 1 января 1924 года в селе Пуховка (ныне — Броварский район Киевской области Украины). В 1941 году он окончил среднюю школу. В том же году он оказался в оккупации. После освобождения в сентябре 1943 года Мыкал был призван на службу в Рабоче-крестьянскую Красную Армию и направлен на фронт Великой Отечественной войны.
К началу 1944 года красноармеец Степан Мыкал командовал расчётом 3-й миномётной роты 797-го стрелкового полка 232-й стрелковой дивизии 40-й армии 1-го Украинского фронта. Отличился во время освобождения Белой Церкви и форсирования реки Горный Тикич. 4 января 1944 года расчёт Мыкала во время боёв за Белую Церковь уничтожил 3 пулемёта и 2 миномёта. Во время отражения немецкой контратаки вместе со своими товарищами Мыкал уничтожил 27 вражеских солдат и офицеров. Во время форсирования Горного Тикича расчёт Мыкала огнём своего миномёта очистил вражеских берег, благодаря чему смог переправиться первый батальон полка. Следом за ним переправился и расчёт Мыкала. Во время боя за деревню Перерыта Мыкал лично уничтожил 9 солдат и офицеров, ещё 2-х взял в плен.
Указом Президиума Верховного Совета СССР от 13 сентября 1944 года за «проявленные образцы мужества и геройства, умелое командование миномётным расчётом при форсировании рек Горный Тикич и Прут» красноармеец Степан Мыкал был удостоен высокого звания Героя Советского Союза с вручением ордена Ленина и медали «Золотая Звезда» за номером 4259.
После окончания войны Мыкал был демобилизован. Проживал в селе Семиполки, работал директором школы. В 1953 году окончил Киевский педагогический институт. Позднее проживал в родной деревне, был заместителем председателя колхоза, управляющим совхоза.
Скоропостижно скончался 14 сентября 1973 года, похоронен в Пуховке.
Был также награждён рядом медалей.